# Leichtathletik-Länderkampf der Männer 1959 BR Deutschland – Belgien – Frankreich – Italien – Niederlande – Schweiz
| 2. Leichtathletik-Länderkampf mit bundesdeutscher Beteiligung 1959                                  | 2. Leichtathletik-Länderkampf mit bundesdeutscher Beteiligung 1959            |               |
| --------------------------------------------------------------------------------------------------- | ----------------------------------------------------------------------------- | ------------- |
| |                                                                               |               |
| Ländervergleich der Männer: BR Deutschland – Belgien – Frankreich – Italien – Schweiz – Niederlande |                                                                               |               |
| Austragungsort                                                                                      | Duisburg                                                                      |               |
| Wettbewerbe                                                                                         | 22                                                                            |               |
| Datum                                                                                               | 18./19. Juli 1959                                                             |               |
| 1. FRG 2. ITA 3. FRA 4. BEL 5. SUI 6. NLD                                                           | 134,0 Punkte 112,0 Punkte 108,0 Punkte 066,5 Punkte 065,5 Punkte 064,0 Punkte |               |
| Chronik                                                                                             |                                                                               |               |
| ← AUT-FRG-SUI Straß'lauf (M)                                                                        | GBR-FRG (M) →                                                                 | GBR-FRG (M) → |

Der zweite Vergleich des Länderkampfjahres 1959 war ein Sechsländerkampf der Nationen Bundesrepublik Deutschland, Belgien, Frankreich, Italien, Niederlande und Schweiz, der nach 1957 zum zweiten Mal durchgeführt wurde. 1959 war die Stadt Duisburg am 18./19. Juli Austragungsort. 1957 hatten die Leichtathleten der Bundesrepublik dieses Aufeinandertreffen für sich entschieden.

## Wettbewerbe und Modus
In diesem Jahr wurde mit 22 Wettbewerbe sogar noch einer mehr als im ersten Sechsländerkampf 1957 ausgetragen. Neben dem Marathonlauf kam ein Zehnkampf ins Programm, sodass zwei Disziplinen mehr als in sonstigen Länderkämpfen üblich durchgeführt wurden. Aus dem olympischen Wettbewerbskatalog fehlten lediglich die beiden Gehdisziplinen. In allen Disziplinen mit Ausnahme des Marathonlaufs und des Zehnkampfs trat ein Vertreter je Nation an. Im Marathonlauf waren vier Teilnehmer je Land am Start, von denen je drei in die Wertung kamen. Im Zehnkampf war jedes Land mit zwei Startern vertreten, die beide gewertet wurden und deren jeweilige Platzziffersumme den Rang des Landes für die Punktwertung ergab. Die Punkte wurden nach folgendem System vergeben:
- Einzeldisziplinen: Platz 1: 7 P, Pl. 2: 5 P, , Pl. 3: 4 P, …, Pl. 6: 1 P
- Marathonlauf: Pl. 1: 11 P, Pl. 2: 9 P, , Pl. 3: 8 P, …
- Staffeln: Platz 1: 9 P, Pl. 2: 7 P, , Pl. 3: 6 P, …, Pl. 6: 3 P.
- Zehnkampf: Pl. 1: 11 P, Pl. 2: 9 P, , Pl. 3: 8 P, …

## Ergebnis
Die bundesdeutschen Leichtathleten entschieden neun Disziplinen für sich, darüber hinaus gab es vier zweite Plätze. Mit weiteren guten Platzierungen lag das bundesdeutsche Team damit wie vor zwei Jahren deutlich vorn und gewann den Vergleich mit 134 Punkten. Dahinter folgte diesmal Italien mit vier Siegen und 112 Punkten knapp vor Frankreich mit vier Disziplinerfolgen und 108 Punkten. Zu den mit 66,5 Punkten und einem Sieg viertplatzierten Belgiern gab es einen größeren Abstand. Auch die Schweiz entschied einen Wettbewerb für sich und lag auf Rang fünf mit 65,5 Punkten nur einen Punkt hinter Belgien. Wie 1957 belegte die Niederlande Platz sechs, allerdings mit 64 Punkten nur zweieinhalb Punkte entfernt vom vierten Platz.

## Legende
Kurze Übersicht zur Bedeutung der Symbolik – so üblicherweise auch in sonstigen Veröffentlichungen verwendet:
| DNF | nicht im Ziel (did not finish) |

## Resultate

### 100 m
| Platz | Athlet             | Land | Zeit (s) |
| ----- | ------------------ | ---- | -------- |
| 1     | Livio Berruti      | ITA  | 10,5     |
| 2     | Jocelyn Delecour   | FRA  | 10,6     |
| 3     | Armin Hary         | FRG  | 10,6     |
| 4     | Hans Smit          | NLD  | 10,8     |
| 5     | Heinz Müller       | SUI  | 10,9     |
| 6     | Elie Van Thournout | BEL  | 11,0     |

Datum: 18. Juli

### 200 m
| Platz | Athlet             | Land | Zeit (s) |
| ----- | ------------------ | ---- | -------- |
| 1     | Livio Berruti      | ITA  | 20,9     |
| 2     | Abdoulaye Seye     | FRA  | 21,0     |
| 3     | Walter Mahlendorf  | FRG  | 21,3     |
| 4     | Hans Smit          | NLD  | 21,5     |
| 5     | Kurt Joho          | SUI  | 21,9     |
| 6     | Elie Van Thournout | BEL  | 22,2     |

Datum: 19. Juli

### 400 m
| Platz | Athlet          | Land | Zeit (s) |
| ----- | --------------- | ---- | -------- |
| 1     | Abdoulaye Seye  | FRA  | 47,2     |
| 2     | Johannes Kaiser | FRG  | 47,8     |
| 3     | René Weber      | SUI  | 47,8     |
| 4     | Renata Panciera | ITA  | 48,1     |
| 5     | Fred Moerman    | NLD  | 48,5     |
| 6     | Desmet          | BEL  | 49,7     |

Datum: 18. Juli

### 800 m
| Platz | Athlet             | Land | Zeit (min) |
| ----- | ------------------ | ---- | ---------- |
| 1     | Paul Schmidt       | FRG  | 1:50,0     |
| 2     | Roger Moens        | BEL  | 1:50,1     |
| 3     | Christian Wägli    | SUI  | 1:50,8     |
| 4     | Pierre Lenoir      | FRA  | 1:51,0     |
| 5     | Gianfranco Baraldi | ITA  | 1:51,7     |
| 6     | Wim Esajas         | NLD  | 1:54,7     |

Datum: 19. Juli

### 1500 m
| Platz | Athlet                   | Land | Zeit (min) |
| ----- | ------------------------ | ---- | ---------- |
| 1     | Edmund Brenner           | FRG  | 3:51,4     |
| 2     | Michel Jazy              | FRA  | 3:52,2     |
| 3     | Alfredo Rizzo            | ITA  | 3:53,3     |
| 4     | Roger Verheuen           | BEL  | 3:53,8     |
| 5     | Hermijndert Blankenstein | NLD  | 3:55,6     |
| 6     | Walter Vonwüler          | SUI  | 3:57,0     |

Datum: 18. Juli

### 5000 m
| Platz | Athlet          | Land | Zeit (min) |
| ----- | --------------- | ---- | ---------- |
| 1     | Ludwig Müller   | FRG  | 14:30,4    |
| 2     | Michel Bernard  | FRA  | 14:32,2    |
| 3     | Hedwig Leenaert | BEL  | 14:33,4    |
| 4     | Joseph Delnoye  | NLD  | 14:35,2    |
| 5     | Luigi Conti     | ITA  | 14:46,4    |
| 6     | Josef Sidler    | SUI  | 14:52,8    |

Datum: 18. Juli

### 10.000 m
| Platz | Athlet                | Land | Zeit (min) |
| ----- | --------------------- | ---- | ---------- |
| 1     | Xaver Höger           | FRG  | 30:22,0    |
| 2     | Alain Mimoun          | FRA  | 30:32,6    |
| 3     | Franco Antonelli      | ITA  | 31:48,8    |
| 4     | Frans Kunen           | NLD  | 32:10,4    |
| 5     | Marcel Van De Wattyne | BEL  | 32:54,8    |
| 6     | Yves Jeannotat        | SUI  | 34:14,8    |

Datum: 19. Juli

### Marathon
| Platz | Athlet                 | Land | Zeit (min)          |
| ----- | ---------------------- | ---- | ------------------- |
| 01    | Aurèle Vandendriessche | BEL  | 2:37:00,4           |
| 02    | Wilhelm Gänssler       | FRG  | 2:43:01,6           |
| 03    | Enrico Masante         | ITA  | 2:46:30,6           |
| 04    | Wilfried Irmen         | FRG  | 2:47:09,0           |
| 05    | Arthur Wittwer         | SUI  | 2:48:48:8           |
| 06    | Joop Frederiks         | NLD  | 2:49:01,0           |
| 07    | Rino Lavelli           | ITA  | 2:50:10,4           |
| 08    | Hermann Brecht         | FRG  | 2:51:19,6           |
| 09    | Piet Bleeker           | NLD  | 2:51:24,4           |
| 10    | Dominique Carron       | FRA  | 3:02:56,8           |
| 11    | J. A. Smits            | NLD  | 3:02:57,4           |
| 12    | Max Portner            | SUI  | 3:03:56:8           |
| 13    | van Hoorn              | NLD  | 3:10:14,6           |
| 14    | Edoardo Righi          | ITA  | 3:17:10,4           |
| 15    | Henri Chêne            | FRA  | 3:19:48,4           |
| 16    | Hans Studer            | SUI  | 3:27:05,6           |
| DNF   | Eekman                 | BEL  | vor dem Wendepunkt  |
| DNF   | Meskens                | BEL  | nach dem Wendepunkt |
| DNF   | Heinrich Arians        | FRG  | nach dem Wendepunkt |
| DNF   | Paul Genève            | FRA  | nach dem Wendepunkt |
| DNF   | di Terlizzi            | ITA  | nach dem Wendepunkt |
| DNF   | Suter                  | SUI  | nach dem Wendepunkt |

Datum: 18. Juli
Belgien und Frankreich traten nur mit jeweils drei Teilnehmern an.

### 110 m Hürden
| Platz | Athlet              | Land | Zeit (s) |
| ----- | ------------------- | ---- | -------- |
| 1     | Giorgia Mazza       | ITA  | 14,2     |
| 2     | Jean-Claude Reynaud | FRA  | 14,3     |
| 3     | Walter Pensberger   | FRG  | 14,6     |
| 4     | Peter Nederhand     | NLD  | 14,8     |
| 5     | Jacques Cornet      | BEL  | 14,9     |
| 6     | Heinrich Staub      | SUI  | 15,0     |

Datum: 19. Juli

### 400 m Hürden
| Platz | Athlet            | Land | Zeit (s) |
| ----- | ----------------- | ---- | -------- |
| 1     | Helmut Janz       | FRG  | 51,5     |
| 2     | Jan Parlevliet    | NLD  | 52,2     |
| 3     | Bruno Galliker    | SUI  | 52,5     |
| 4     | Moreno Martini    | ITA  | 53,0     |
| 5     | Jean-Marie Kling  | FRA  | 54,4     |
| 6     | Marcel Lambrechts | BEL  | 56,5     |

Datum: 18. Juli

### 3000 m Hindernis
| Platz | Athlet            | Land | Zeit (min) |
| ----- | ----------------- | ---- | ---------- |
| 1     | Ludwig Müller     | FRG  | 9:01,6     |
| 2     | Hamoud Ameur      | FRA  | 9:04,0     |
| 3     | Walter Kammermann | SUI  | 9:11,4     |
| 4     | Gaston Roelants   | BEL  | 9:22,6     |
| 5     | Alfredo Rizzo     | ITA  | 9:31,2     |
| 6     | Antoon Jonkers    | NLD  | 9:50,0     |

Datum: 18. Juli

### 4 × 100 m Staffel
| Platz | Besetzung      | Land                                                         | Zeit (s) |
| ----- | -------------- | ------------------------------------------------------------ | -------- |
| 1     | Italien        | Patelli Pier Giorgio Cazzola Guido De Murtas Livio Berruti   | 40,8     |
| 2     | BR Deutschland | Karl-Heinz Naujoks Peter Gamper Walter Mahlendorf Armin Hary | 40,9     |
| 3     | Schweiz        | Werner Schaufelberger Kurt Joho René Weber Heinz Müller      | 42,2     |
| 4     | Frankreich     | Guy Lagorce Paul Genevay Claude Piquemal Jocelyn Delecour    | 42,3     |
| 5     | Belgien        | Romain Poté Paul Robijns Soetens Elie Van Thournout          | 42,4     |
| 6     | Niederlande    | Bruin Marius Bos Frans Beker Mock                            | 42,8     |

Datum: 18. Juli

### 4 × 400 m Staffel
| Platz | Besetzung      | Land                                                                | Zeit (min) |
| ----- | -------------- | ------------------------------------------------------------------- | ---------- |
| 1     | BR Deutschland | Peter Adam Friedel Stracke Udo Waldheim Manfred Kinder              | 3:11,1     |
| 2     | Italien        | Giuseppe Bommarito Vincenzo Lombardo Fattorini Renata Panciera      | 3:11,7     |
| 3     | Frankreich     | Jean Bertozzi Jean-Claude Girons Jean-Pierre Goudeau Abdoulaye Seye | 3:13,4     |
| 4     | Schweiz        | Urben Forster Bruno Galliker René Weber                             | 3:15,8     |
| 5     | Belgien        | Schmit Émile Leva Vereist Van Stichel                               | 3:18,2     |
| 6     | Niederlande    | Marius Bos Arend Karenbelt Jan Parlevliet Fred Moerman              | 3:19,4     |

Datum: 19. Juli

### Hochsprung
| Platz | Athlet               | Land | Höhe (m) |
| ----- | -------------------- | ---- | -------- |
| 1     | Theo Püll            | FRG  | 1,97     |
| 2     | Piero Cordovani      | ITA  | 1,90     |
| 3     | Jan Willem Nummerdor | NLD  | 1,90     |
| 4     | Maurice Fournier     | FRA  | 1,90     |
| 5     | Jean Van Slype       | BEL  | 1,90     |
| 6     | René Maurer          | SUI  | 1,90     |

Datum: 19. Juli

### Stabhochsprung
| Platz | Athlet            | Land | Höhe (m) |
| ----- | ----------------- | ---- | -------- |
| 1     | Bernard Balastre  | FRA  | 4,30     |
| 2     | Raymond Van Dyck  | BEL  | 4,30     |
| 3     | Klaus Lehnertz    | FRG  | 4,20     |
| 4     | Walter Hofstetter | SUI  | 4,10     |
| 5     | Pietro Scaglia    | ITA  | 4,10     |
| 6     | Servee Wijsen     | NLD  | 3,80     |

Datum: 18. Juli

### Weitsprung
| Platz | Athlet              | Land | Weite (m) |
| ----- | ------------------- | ---- | --------- |
| 1     | Manfred Molzberger  | FRG  | 7,45      |
| 2     | Christian Collardot | FRA  | 7,40      |
| 3     | Romain Poté         | BEL  | 7,39      |
| 4     | Attilio Bravi       | ITA  | 7,38      |
| 5     | Gerard Weisscher    | NLD  | 6,92      |
| 6     | Christoph Kolb      | SUI  | 6,68      |

Datum: 18. Juli

### Dreisprung
| Platz | Athlet            | Land | Weite (m) |
| ----- | ----------------- | ---- | --------- |
| 1     | Éric Battista     | FRA  | 15,52     |
| 2     | Enzo Cavalli      | ITA  | 15,47     |
| 3     | Hermann Strauß    | FRG  | 14,83     |
| 4     | Walter Herssens   | BEL  | 13,91     |
| 5     | Peter Brennwalder | SUI  | 13,58     |
| 6     | Jan Verschoor     | NLD  | 13,41     |

Datum: 19. Juli

### Kugelstoßen
| Platz | Athlet             | Land | Weite (m) |
| ----- | ------------------ | ---- | --------- |
| 1     | Silvano Meconi     | ITA  | 17,67     |
| 2     | Karl-Heinz Wegmann | FRG  | 16,70     |
| 3     | Edouard Szostak    | BEL  | 15,59     |
| 4     | Raymond Thomas     | FRA  | 15,47     |
| 5     | Cornelis Koch      | NLD  | 15,34     |
| 6     | Max Hubacher       | SUI  | 14,63     |

Datum: 19. Juli

### Diskuswurf
| Platz | Athlet           | Land | Weite (m) |
| ----- | ---------------- | ---- | --------- |
| 1     | Adolfo Consolini | ITA  | 52,36     |
| 2     | Cornelis Koch    | NLD  | 51,18     |
| 3     | Edouard Szostak  | BEL  | 47,23     |
| 4     | Pierre Alard     | FRA  | 46,91     |
| 5     | Anton Pflieger   | FRG  | 46,61     |
| 6     | Mathias Mehr     | SUI  | 45,96     |

Datum: 19. Juli

### Hammerwurf
| Platz | Athlet             | Land | Weite (m) |
| ----- | ------------------ | ---- | --------- |
| 1     | Guy Husson         | FRA  | 60,34     |
| 2     | Willi Glotzbach    | FRG  | 59,08     |
| 3     | Silvano Giovanetti | ITA  | 55,41     |
| 4     | Hansruedi Jost     | SUI  | 53,37     |
| 5     | Hendrik Haest      | BEL  | 53,37     |
| 6     | Jan Romani         | NLD  | 53,16     |

Datum: 18. Juli

### Speerwurf
| Platz | Athlet             | Land | Weite (m) |
| ----- | ------------------ | ---- | --------- |
| 1     | Carlo Lievore      | ITA  | 77,25     |
| 2     | Michel Macquet     | FRA  | 74,93     |
| 3     | Hermann Rieder     | FRG  | 72,57     |
| 4     | Urs von Wartburg   | SUI  | 65,48     |
| 5     | Charles De Backere | BEL  | 62,48     |
| 6     | Joop Fikkert       | NLD  | 61,34     |

Datum: 18. Juli

### Zehnkampf
| Platz | Name                | Nation | Punkte | 100 m  | Weit- sprung | Kugel- stoßen | Hoch- sprung | 400 m  | 110 m Hürden | Diskus- wurf | Stabhoch- sprung | Speer- wurf | 1500 m     |
| ----- | ------------------- | ------ | ------ | ------ | ------------ | ------------- | ------------ | ------ | ------------ | ------------ | ---------------- | ----------- | ---------- |
| 1     | Walter Tschudi      | SUI    | 7298   | 11,1 s | 6,99 m       | 14,82 m       | 1,80 m       | 52,3 s | 15,5 s       | 45,08 m      | 3,90 m           | 49,46 m     | 5:04,9 min |
| 2     | Eef Kamerbeek       | NLD    | 6889   | 11,5 s | 6,92 m       | 13,56 m       | 1,75 m       | 52,0 s | 14,6 s       | 44,47 m      | 3,60 m           | 59,09 m     | 4:54,2 min |
| 3     | Werner von Moltke   | FRG    | 6880   | 11,1 s | 6,99 m       | 14,83 m       | 1,80 m       | 52,3 s | 15,5 s       | 45,08 m      | 3,90 m           | 49,46 m     | 5:04,9 min |
| 4     | Klaus Nüske         | FRG    | 6456   | 10,9 s | 6,58 m       | 12,43 m       | 1,65 m       | 49,2 s | 15,3 s       | 39,95 m      | 3,30 m           | 54,00 m     | 4:54,0 min |
| 5     | Franco Sar          | ITA    | 6394   | 11,5 s | 6,39 m       | 13,60 m       | 1,75 m       | 52,1 s | 15,0 s       | 44,96 m      | 3,60 m           | 49,84 m     | 5:03,0 min |
| 6     | Leopold Marien      | BEL    | 6181   | 11,5 s | 6,77 m       | 11,64 m       | 1,75 m       | 50,2 s | 15,2 s       | 33,83 m      | 3,40 m           | 45,40 m     | 4:32,0 min |
| 7     | Luciano Paccagnella | ITA    | 6081   | 11,7 s | 6,69 m       | 13,90 m       | 1,83 m       | 53,9 s | 15,7 s       | 39,49 m      | 3,30 m           | 54,20 m     | 5:02,3 min |
| 8     | Herman Timme        | NLD    | 5938   | 11,6 s | 6,46 m       | 13,35 m       | 1,80 m       | 51,6 s | 15,9 s       | 43,37 m      | 3,20 m           | 44,20 m     | 5:03,9 min |
| 9     | Robert Gras         | FRA    | 5885   | 11,7 s | 6,35 m       | 11,46 m       | 1,70 m       | 51,3 s | 17,2 s       | 38,11 m      | 3,90 m           | 46,55 m     | 4:27,6 min |
| 10    | Zimmermann          | SUI    | 5598   | 11,8 s | 6,76 m       | 10,75 m       | 1,75 m       | 51,5 s | 16,6 s       | 31,32 m      | 3,40 m           | 48,62 m     | 4:37,9 min |
| 11    | Serge Boitton       | FRA    | 5550   | 11,7 s | 6,63 m       | 12,46 m       | 1,80 m       | 54,3 s | 17,2 s       | 34,97 m      | 3,40 m           | 55,12 m     | 5:02,8 min |
| 12    | Henri Jaspers       | BEL    | 5075   | 11,6 s | 6,25 m       | 10,22 m       | 1,65 m       | 50,8 s | 17,2 s       | 32,93 m      | 1,60 m           | 36,18 m     | 4:19,5 min |

Datum: 18./19. Juli